# Airports for Light
Airports for Light ist ein Jazzalbum von Ken Vandermark & The Vandermark 5. Die am 22. und 23. August 2002 in den Semaphore Studios, Chicago entstandenen Aufnahmen erschienen am 18. März 2003 auf Atavistic Records. Airports for Light ist das sechste Album der Vandermark 5; die Musik reicht von freier Improvisation im europäischen Stil über Rock- und Funk-Einflüsse. Eine limitierte Ausgabe des Albums erschien mit der Bonus-CD Six for Rollins.

## Hintergrund
Ken Vandermark wurde Ende der 1980er-Jahre als junger Tenorsaxophonist im NRG Ensemble der Chicagoer Avantgard-Ikone Hal Russell bekannt. Zusammen mit Mars Williams sorgte Vandermark für einen nervösen, fast punkigen Geist in der Musik der Band, schrieb Dominique Leone, und gründete nach Russells Tod 1992 zusammen mit Williams The Vandermark Five. Der Posaunist Jeb Bishop und der Bassist Kent Kessler sind seit dem Debüt Single Piece Flow von 1997 auf allen Platten der Gruppe vertreten; Dave Rempis kam im März 1998 für Williams, Schlagzeuger Tim Daisy war erst seit 2001 Mitglied der Gruppe. Die Musik des Quintetts hat, ähnlich wie die von Hal Russell, „im Allgemeinen einen Raum bewahrt, der weder einfach als Straight Ahead Jazz eingestuft werden kann, noch ist sie streng avantgardistisch, Free Jazz oder Jazz-Rock“, so Leone; „Vandermark könnte man am einfachsten mit dem New Yorker Kollegen John Zorn oder genauer mit Ellery Eskelin vergleichen“.
Mit den Vandermark-Five-Veröffentlichungen werden die Widmungen immer explizit in den Songtiteln erwähnt, wie zum Beispiel in Airports for Lights Eröffnungstitel Cruz Campo (For Gerhard Richter), schrieb Christopher Porter. Vandermark äußerte sich wie folgt:

„Die strukturellen Aspekte der Melodie: Das erste Thema könnte lose als neue Musik oder ‚klassisches’ Thema betrachtet werden, und dann geht es in diese Art von Free-Jazz-Blowing-Sache, dann schneidet es in einen Improvisationsraum ‚im europäischen Stil‘ und dann dreht es sich in diesen harmonisch schaltenden Blowout. Es gibt all diese verschiedenen Arten von Gebieten, durch die es sich verschiebt, und eines der Dinge an Richters Malerei ist, dass er all diese verschiedenen Stile gleichzeitig macht - er hat diese hyperrealen, fast fotographisch genauen Bilder und dann das abstrakte Zeug und dann diese schwarzen und weiße Gemälde, die viele politische Verbindungen haben. Diese Art von gleichzeitiger Vielfalt habe ich in meiner Musik erforscht und fühlte mich auf diese Weise sehr stark verbunden.“

Dem Filmregisseur John Cassavetes ist der zweite Titel Staircase gewidmet. Hierzu sagte Vandermark: „In diesem Stück geht es um die Stimmung aus dem Film Faces [1968]. Am Ende gibt es eine Szene, die in einem Treppehaus passiert mit einem Ehemann und einer Ehefrau, deren Ehe völlig auseinander gegangen ist. Die Choreografie der Szene ist wirklich kraftvoll.“ Tatsächlich schrieb Vandermark die Musik basierend auf einer Beschreibung, die er über den Films las; er sah den Film schließlich kurz vor der Tournee, auf der das Album vorgestellt wurde.
Zum swingenden „Both Sides (For Budd Johnson)“ sagte der Musiker:

„Budd Johnson ist eine wirklich interessante Figur in der Geschichte, von der ich bis vor einigen Jahren nichts wusste. Ich habe Ben Webster and Associates [Verve 1959] gehört, ein absolut phänomenales Album, auf dem Webster mit Coleman Hawkins und diesem Budd Johnson spielt, der mich wirklich umgehauen hat. Seine ganze Herangehensweise auf dem Tenor war wirklich interessant und er war völlig ihnen gleichgestellt. Mein Vater hat mir weitere Informationen über ihn gegeben, und es stellte sich heraus, dass er für viele Entwicklungen von Bebop in Zusammenarbeit mit Gillespie von zentraler Bedeutung war. Und ein Großteil des Stils, in Bezug auf das Format der kleinen Combos und die Arrangements in Bezug auf die Intervalle, die die Gruppen spielen würden, und die Köpfe und all das Zeug, wurde ein Großteil dieser Arbeit mit Budd Johnson entwickelt. Für mich ist er dieser unterschätzte Charakter in der Geschichte [des Jazz], der eine Menge getan hat und mit Tausenden verschiedener Menschen gespielt hat.“

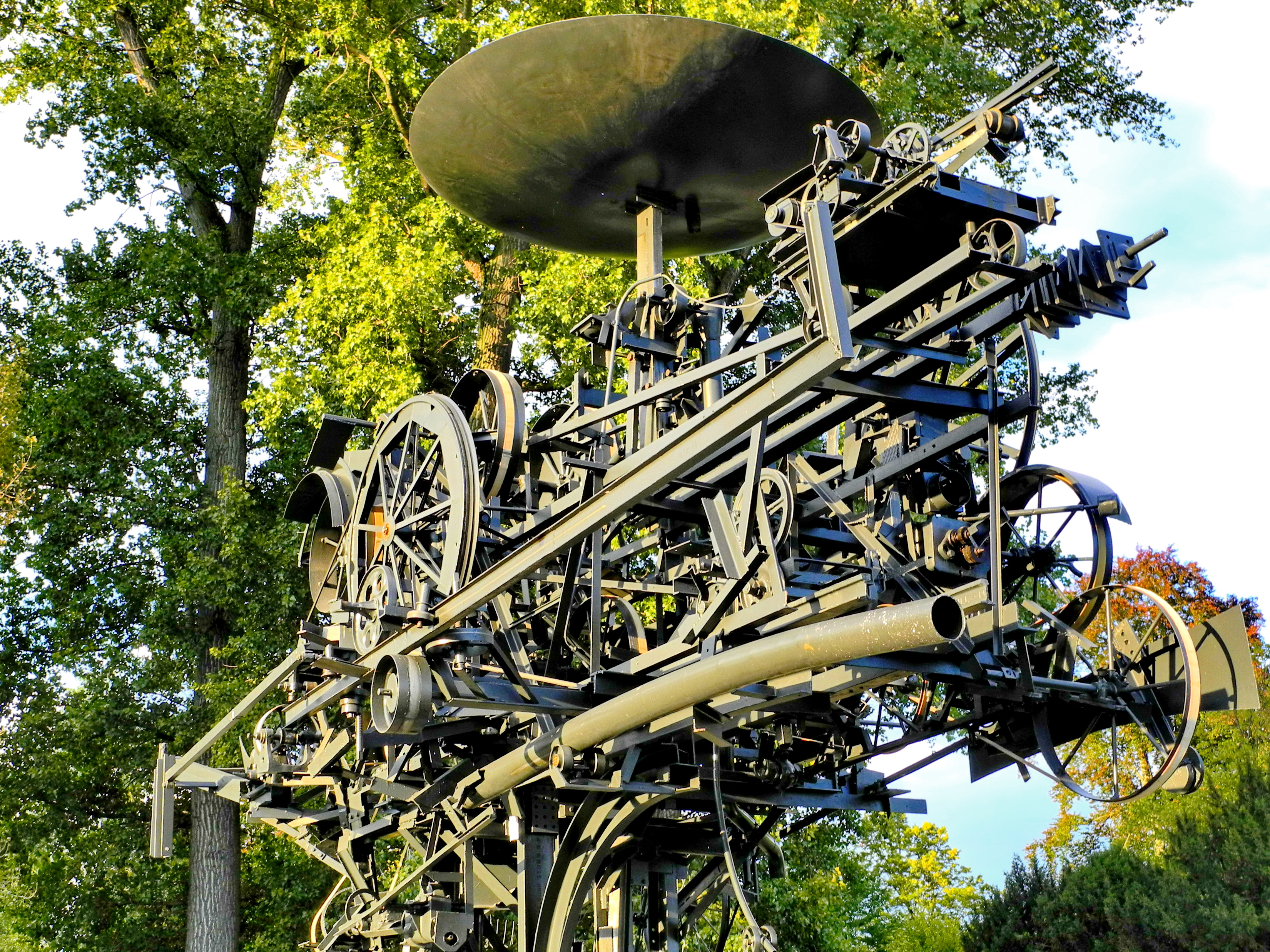
Jean Tinguelys Heureka in Zürich

Eine der weiteren Widmungen des Albums ist „Initials (For Jean Tinguely)“. „Initials“ sei wie eine dieser von Jean Tinguely erfundenen Metallskulpturen. „Im Gegensatz zu vielen anderen Material auf der Platte und dem, das ich normalerweise mache, gibt es eine konventionelle Notation und möglicherweise einige Anweisungen, wie man sich bestimmten Bereichen nähert. […] Es basiert darauf, wie zwei verschiedene Personen in der Gruppe eine Aktion auslösen können, und diese Aktionen können eine Reihe von Ereignissen in Gang setzen oder nicht. Es ist sehr unvorhersehbar, wie sich das Stück von selbst abspielen wird. Weil die Art und Weise, wie jemand individuell entscheidet, auf ein Stichwort zu reagieren, eine Serie erzeugen kann oder nicht - fast wie ein Virus.“

## Titelliste
| - The Vandermark 5: Airports For Light (Atavistic alp140cd) 1. Cruz Campo (For Gerhard Richter) 8:58 2. Staircase (For John Cassavetes) 8:23 3. 7 Plus 5 (For Fredrik Ljungkvist) 7:05 4. Money Down (For Rahsaan Roland Kirk) 5:33 5. Both Sides (For Budd Johnson) 8:06 6. Initials (For Jean Tinguely) 5:05 7. Other Cuts (For Curtis Mayfield) 11:12 8. Long Term Fool (For Otis Redding) 8:50 9. Confluence (For Sonny Rollins) 6:16 Alle Kompositionen stammen von Ken Vandermark. | - Bonus-Disc: Six for Rollins 1. Bridge online with prescription 5:43 2. Strode Rode 6:59 3. Freedom Suite 6:40 4. John S. 11:29 5. East Broadway Rundown 9:26 6. „Alfie Suite“ 10:08 - 6.1 He’s Younger Than You Are - 6.2 Little Malcolm Loves His Dad - 6.3 Street Runner with Child Alle Kompositionen stammen von Sonny Rollins. |

## Rezeption
Nach Ansicht des Kritikers von All About Jazz ist Airports for Light „als konzeptionelles Projekt ein uneingeschränkter Erfolg.“ Es brauche mehrmaliges Zuhören, um die Beziehungen zwischen den Melodien und den Widmungsträgern vollständig zu verstehen, insgesamt ein lustiges Spiel, das Bedeutungsschichten in der Musik enthülle. Die Aufnahme sei vielleicht nicht die konsistenteste, die The Vandermark 5 jemals gemacht habe.

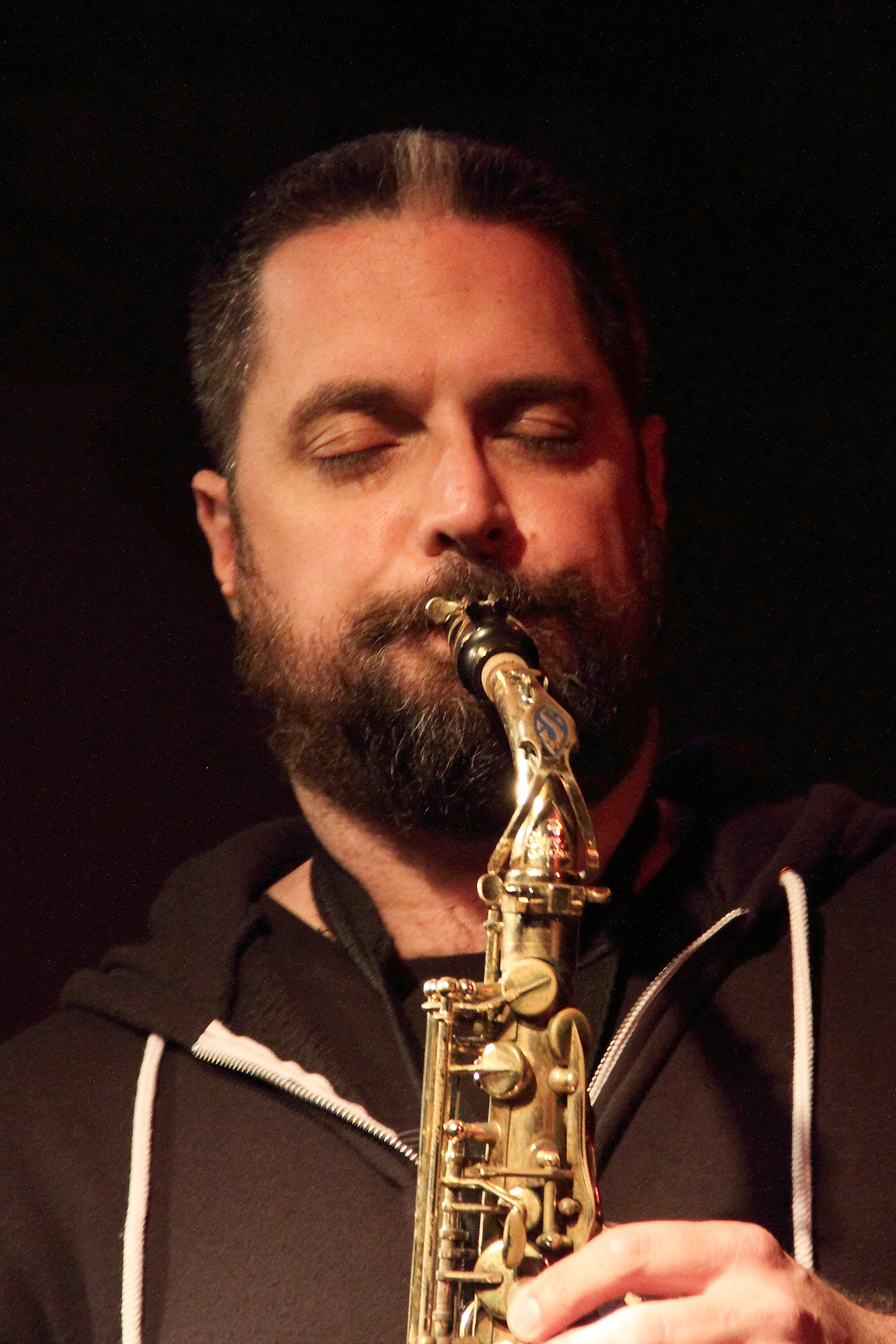
Dave Rempis im club W71, 2017

Dominique Leone schrieb in Pitchfork, die Platte sei ein guter Einstieg „für Leute, die normalerweise nicht im Jazzbus sitzen“ und erschließe sich von Vandermarks Platten – mit und ohne Band – Außenstehenden am ehesten. „Sein eigenes Spiel kann heftig oder laut sein, und seine Band ist immer erstklassig, aber die Melodien sind kaum abstoßend. In gewisser Weise sind die Vandermark Five eine perfekte Brücke für Rockfans, die der Meinung sind, dass Jazz die Musik einer Geheimgesellschaft“ sei.
Brian Olewnick vergab an das Album in Allmusic drei Sterne und äußerste Vorbehalte: „Das sechste Album von Ken Vandermarks Quintett wird seine festen Fans zweifellos zufriedenstellen. Es sei eine sehr solide Leistung, doch das Problem sei, dass Vandermark sich weitgehend auf einen von drei Herangehensweisen beschränke: den stürmenden Angriff, die düstere Ballade oder den stacheligen, halb freispielenden Improvisator. Vandermarks Spiel sei selten sehr einfallsreich und sein grundlegender Sound bleibe auf der tristen Seite, besonders im Gegensatz zu dem explosiven Altsaxophon von Dave Rempis, der seine Mitspieler regelmäßig sowohl mit einfallsreicher als auch mit bloßer Klangkraft überschwemme. Zusammen mit Rempis zeige der Bassist Kent Kessler sein gewohnt großartiges Spiel und sei wirklich einer der unterbewerteten großen Bassisten im Jazz, und der Posaunist Jeb Bishop agiere mit feinem Witz und Fluidität. Der neue Schlagzeuger Tim Daisy ist etwas problematischer, sein klappernder Sound stört gelegentlich den Zusammenhalt der Gruppe.“